# Otelec

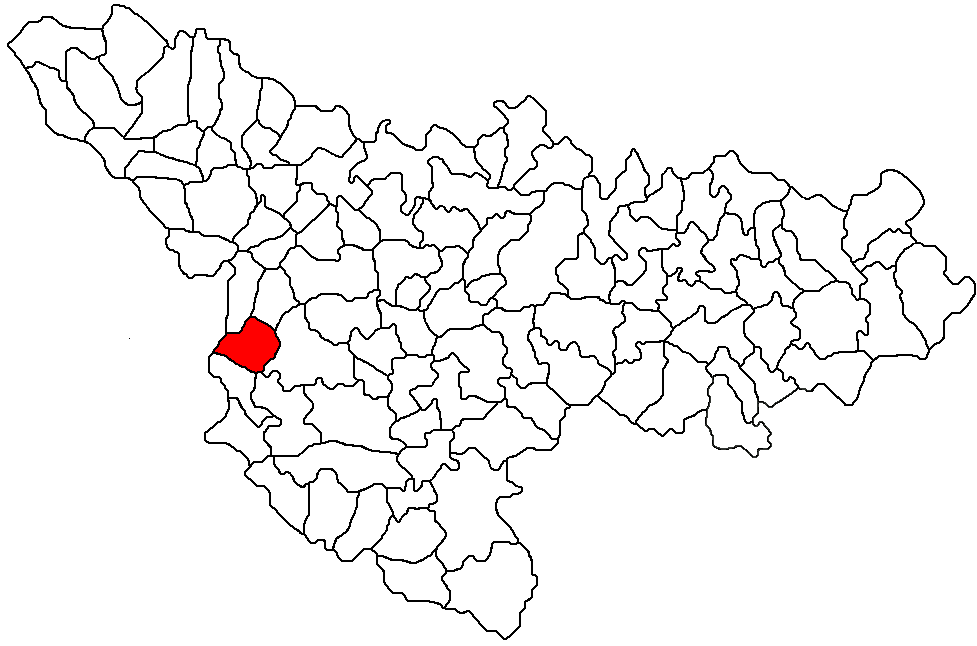
Lage der Gemeinde Otelec im Kreis Timiș

Otelec (in der Zwischenkriegszeit Ungureni; deutsch Otelek, ungarisch Ótelek) ist eine Gemeinde im Kreis Timiș, in der Region Banat, im Südwesten Rumäniens. Zur Gemeinde Otelek gehört auch das Dorf Iohanisfeld.

## Geografische Lage
Otelec liegt im Westen des Kreises Timiș, dicht an der Grenze zu Serbien. Der Ort befindet sich an der Nationalstraße DN59B und an der Eisenbahnstrecke Cărpiniș-Ionel.

## Nachbarorte
| Serbien | Pustiniș                                    | Sânmartinu Maghiar |
| Serbien | Kompassrose, die auf Nachbargemeinden zeigt | Sânmartinu Sârbesc |
| Serbien | Iohanisfeld                                 | Ivanda             |

## Geschichte
Der Ort wurde 1452 erstmals unter den Bezeichnungen Feltelek und Teleki urkundlich erwähnt, als dem Komitat Kevi, im Königreich Ungarn, angehörend. Archäologische Grabungen bezeugen jedoch von Spuren menschlichen Lebens seit der Römerzeit. Während der ottomanischen Herrschaft war Otelec entvölkert. Erst während der Habsburgermonarchie (1793–1795) wurden meist ungarische Kolonisten von Graf Johann von Buttler angesiedelt. 1828 erschien der Ort als „O Telek“ (Alt Telek) in den Urkunden.
Ende des 19. Jahrhunderts erhielt Otelec Anschluss an die Eisenbahnstrecke Timișoara-Jimbolia-Modoș, was, ebenso wie die Fertigstellung des Begakanals, zur wirtschaftlichen Entwicklung der Ortschaft beitrug. Otelec entwickelte sich zu einem wichtigen Hafen und wurde ein bedeutender Umschlagplatz für Passagiere und Waren aller Art.
Am 4. Juni 1920 wurde das Banat infolge des Vertrags von Trianon dreigeteilt. Der größte, östliche Teil, zu dem auch Otelec gehörte, fiel an das Königreich Rumänien. In der Zwischenkriegszeit trug Otelec den Namen Ungureni. Von 1968 bis 2008 gehörte das Dorf zur Gemeinde Uivar. 2008 erlangte der Ort den Status einer Gemeinde wieder, zu der auch das Dorf Iohanisfeld gehört.
Während eines Dammbruchs 2005 erlitt Otelec starke Überschwemmungsschäden. 306 Häuser wurden vollständig zerstört. Durch staatliche Hilfe konnten 241 wieder aufgebaut werden.

## Demografie
Otelec war seit seiner Gründung ein ungarisches Dorf. Die Bevölkerungsentwicklung der Gemeinde Otelec:
| 1880 | 979  | -    | 953  | 18 | 8   |
| 1910 | 1921 | 5    | 1878 | 33 | 5   |
| 1930 | 1731 | 31   | 1670 | 21 | 9   |
| 1977 | 1201 | 43   | 1152 | 5  | 1   |
| 2002 | 806  | 121  | 678  | 4  | 3   |
| 2021 | 1657 | 1123 | 429  | 4  | 101 |